# Valentīns Lobaņovs
Valentīns Lobaņovs (Riga, 23 de outubro de 1971) é um ex-futebolista letão de origem russa. Atuava como meio-campista, e ocasionalmente como defensor. Nos tempos de URSS, seu nome era Valentin Anatolyevich Lobanyov (Валентин Анатольевич Лобанёв, em russo).
Sua carreira é ligada ao Skonto Riga, onde iniciou a carreira em 1992. Quando não tinha espaço na equipe vermelha e branca, era emprestado a outras equipes, sendo que durante sua passagem pelo Skonto, acabaria cedido por empréstimo a três clubes: Metallurg Lipetsk (1997), Metallurg Krasnoyarsk (1999 e 2002) e Metalurh Zaporizhya (2004).
Lobaņovs deixou o Skonto em 2005 e, antes de se aposentar, atuou ainda por Venta Ventspils e Jūrmala.

## Seleção
Lobaņovs estreou na Seleção Letã em 1994, mas sua única competição com os vermelhos foi a Eurocopa de 2004, a única disputada pelos letões e a primeira - e única - competição de uma ex-república soviética situada na Europa (excluindo a Rússia).

## Links
- Voetbal International
- Federação Letã de Futebol